# Декларација о државном суверенитету Јерменије
Декларацију о државном суверенитету Јерменије потписали су председник Јерменије Левон Тер-Петросјан и секретар Врховног савета Јерменије Ара Сахакијан 23. августа 1990. године у Јеревану, Јерменија. Република Јерменија је основана 23. септембра 1991. након распада Совјетског Савеза. Декларација је утемељена у заједничкој одлуци Врховног савета Јерменске ССР и Националног савета Арцаха од 1. децембра 1989. о „поновном уједињењу Јерменске ССР и планинског региона Карабаха“ са везама са Републиком Јерменијом успостављеном 28. маја., 1918. и Декларација о независности Јерменије (1918).
Изјава укључује 12 декларација укључујући успостављање права на повратак јерменске дијаспоре. Њиме се Јерменска ССР преименује у Републику Јерменију и утврђује да држава има заставу, грб и националну химну. Такође наводи независност нације са поседовањем сопствене валуте, војске и банкарским системом. Декларација гарантује слободу говора, штампе и поделу власти између судства, законодавне власти и председништва. Позива на вишестраначку демократију. Утврђује јерменски језик као службени. Такође подржава „признавање геноцида из 1915. у Османској Турској и Западној Јерменији“. Декларација је послужила као „основа за развој“ Устава Јерменије.
Декларацији из 1990. претходила је Декларација о независности Јерменије (1918), пре него што је Јерменија нападнута и постала део Совјетског Савеза.